# Juhan Kukk
Juhan (Johann) Kukk, född 13 april 1885 (nya stilen) i Salla i Wierland i Guvernementet Estland i Kejsardömet Ryssland, död 4 december 1942 i Archangelsk oblast i Sovjetunionen, var en estnisk ekonom och politiker under mellankrigstiden.

## Biografi
Kukk tog studentexamen i Tartu och studerade från 1901 till 1910 inom handelsfakulteten vid Polyteknikum i Riga och i Tyskland. 1910 började han sin karriär inom näringslivet som finansrådgivare på en bank i Tartu och som publicist för näringslivspressen. Under första världskriget var han medlem av guvernementet Estlands livsmedelskommitté.
Han blev 1917 chef för finansavdelningen inom den estländska provinsregeringen och verkade aktivt för Estlands självständighet. Han var medförfattare till Estlands självständighetsförklaring som proklamerades 23 februari 1918 i Pärnu och var 1919 till 1920 ledamot av Estlands konstituerande församling.
Från 1918 till 1920 var han Estlands finansminister, handels- och industriminister från 1920 till 1921, talman i Riigikogu från 1921 till 1922 och från 1922 till 1924 centralbankschef för Eesti Pank. Hans finansreformer möjliggjorde skapandet av en estnisk inhemsk valuta, estniska mark.
Från 1920 till 1926 var han ledamot av Riigikogu och från 21 november 1922 till 2 augusti 1923 riksäldste, stats- och regeringschef. Efter sin politiska karriär var han styrelseledamot i många estländska företag, från 1933 till 1940 verkställande direktör för Kreenbalt AS och 1937 till 1940 styrelseledamot i Estlands industri- och handelskammare. 
Kukk häktades av NKVD i juli 1940 efter Sovjetunionens ockupation av Estland. Han deporterades och dog i ett sovjetiskt fångläger, enligt vissa källor i Kargopol nära Archangelsk.